# ブラウリオ・バエザ
ブラウリオ・バエザ（Braulio Baeza, 1940年3月26日 - ）は、パナマ共和国パナマシティ出身の元騎手。1976年にアメリカ競馬殿堂入りした。

## 略歴
1955年にパナマで競馬の騎手としての活動を始め、1960年に騎手エージェントのカミーロ・マリン(Camilo Marin)と契約。アメリカ合衆国へと活動拠点を移した。アメリカデビューはその年の3月、キーンランド競馬場の開催初日第1レースで、このとき騎乗した馬は「フーリッシュユース（Foolish Youth・愚かな若さという意味）」という皮肉めいた名前の牝馬であったが、見事に初騎乗初勝利を挙げた。
1965年から1968年、1975年のリーディングジョッキーとなり、1968年にはジョージ・ウルフ記念騎手賞、1972年と1975年にはエクリプス賞最優秀騎手を受賞した。冷静で感情を表に現さないその佇まいから「ザ・グレート・ストーンフェイス」、「ザ・スフィンクス」などとあだ名され、またそのキャリアを通してバックパサー、ドクターフェイガー、ダマスカス、グロースターク、アックアックなど数々の名馬に騎乗した。
1961年、ベルモントステークス初勝利を挙げ、二年後にはシャトーゲイに乗りケンタッキーダービーと二度目のベルモントステークスに勝利した。1969年には後に殿堂入りしたアーツアンドレターズに騎乗し、三度目のベルモントステークスを制している。
1972年、イングランドのヨーク競馬場に遠征し、この年創設されたベンソン&ヘッジズゴールドカップ（現インターナショナルステークス）でロベルトに騎乗して、それまで不敗のブリガディアジェラードを破った。同年カナダ、トロントのウッドバイン競馬場のカナディアンインターナショナルチャンピオンシップステークスも制している。また、1975年にラフィアンが予後不良となったマッチレースにおいて、その対戦相手であったフーリッシュプレジャーの騎手でもあった。
通算で3,140のレースに勝ち、1976年に体重の問題により36歳で騎手を引退した。この年、アメリカ競馬名誉の殿堂博物館の選定により、殿堂入りを果たした。
ニューヨーク競馬協会（NYRA）の騎手検量アシスタントをしていた2005年、斤量の虚偽報告の疑いで担当職員とともに起訴されたが、2007年サラトガ郡裁判所において無罪判決が下されている。

## 通算成績
（アメリカ合衆国） 
| 年度   | 1960年 - 1976年 |
| 騎乗数 | 17,239          |
| 勝利数 | 3,140           |
| 勝率   | 18.2%           |

## 主な騎乗馬
（騎乗時の主な勝鞍）
- オネストプレジャー Honest Pleasure, 1973 （シャンペンステークス、ローレルフューチュリティステークス、フラミンゴステークス、フロリダダービー、ブルーグラスステークス）
- フーリッシュプレジャー Foolish Pleasure, 1972 （ホープフルステークス、マッチレース（対戦：ラフィアン Ruffian ））
- ワジマ Wajima, 1972 （モンマスインビテーショナルハンデキャップ（ハスケルインビテーショナルハンデキャップ）、トラヴァーズステークス、ガヴァナーズステークス、マールボロカップインビテーショナルハンデキャップ）
- ロベルト Roberto, 1969 （ベンソン&ヘッジズゴールドカップ（インターナショナルステークス））
- キートゥザミント Key to the Mint, 1969 （ブルックリンハンデキャップ、ホイットニーハンデキャップ、トラヴァーズステークス、ウッドワードステークス、サバーバンハンデキャップ）
- スーザンズガール Susan's Girl, 1969 （スピンスターステークス、ベルデイムステークス）
- ドロルロール Droll Role, 1968 （ホーソーンゴールドカップハンデキャップ、カナディアンインターナショナルチャンピオンシップステークス、ワシントンD.C.インターナショナル）
- アクアク Ack Ack, 1966 （アーリントンクラシックステークス）
- アーツアンドレターズ Arts and Letters, 1966 （ベルモントステークス、トラヴァーズステークス、ウッドワードステークス、ジョッキークラブゴールドカップステークス）
- ギャラントブルーム Gallant Bloom, 1966 （モンマスオークス）
- ドクターフェイガー Dr. Fager, 1964 （ホーソーンゴールドカップハンデキャップ、ヴォスバーグステークス（2回）、サバーバンハンデキャップ、ホイットニーハンデキャップ、ユナイティッドネイションズステークス）
- ダマスカス Damascus, 1964 （ウィリアムデュポンJr.ハンデキャップ、アケダクトハンデキャップ）
- バックパサー Buckpasser, 1963 （トレモントステークス、ホープフルステークス、アーリントンワシントンフューチュリティステークス、シャンペンステークス、フラミンゴステークス、ブルックリンハンデキャップ、トラヴァーズステークス、ウッドワードステークス、ジョッキークラブゴールドカップステークス、マリブステークス、メトロポリタンハンデキャップ、サバーバンハンデキャップ）
- グロースターク Graustark, 1963 （アーチワードステークス、バハマステークス）
- ステューペンダス Stupendous, 1963 （プリークネスステークス2着）
- ボールドラッド Bold Lad, 1962 （ホープフルステークス、ベルモントフューチュリティステークス、シャンペンステークス、メトロポリタンハンデキャップ）
- シャトーゲイ Chateaugay, 1960 （ブルーグラスステークス、ケンタッキーダービー、ベルモントステークス）
- アフェクショネイトリー Affectionately, 1960 （アストリアステークス、コーレクションハンデキャップ）

## 大レースの勝鞍
- ケンタッキーオークス (1961, 1976)
- ベルモントステークス (1961, 1963, 1969)
- ブルーグラスステークス (1961, 1963, 1976)
- ウッドメモリアルステークス (1962)
- マンハッタンハンデキャップ (1962, 1965)
- テストステークス (1962, 1966)
- ケンタッキーダービー (1963)
- サンタアニタハンデキャップ (1963)
- ヴォスバーグハンデキャップ (1963, 1967, 1968)
- ホープフルステークス (1964, 1965, 1967, 1969, 1974)
- シャンペンステークス (1964, 1965, 1966, 1967, 1975)
- ベルモントフューチュリティステークス (1964)
- スピナウェイステークス (1964, 1967, 1968)
- ウッドワードステークス (1965, 1966, 1969, 1972)
- ジョッキークラブゴールドカップステークス (1965, 1966, 1969)
- アーリントンワシントンフューチュリティステークス (1965)
- トレモントステークス (1965)
- ブルックリンハンデキャップ (1966, 1972)
- トラヴァーズステークス (1966, 1969, 1972, 1975)
- マリブステークス (1966, 1975)
- メトロポリタンハンデキャップ (1966, 1967)
- スピンスターステークス (1966, 1973)
- フラミンゴステークス (1966, 1976)
- サバーバンハンデキャップ (1967, 1968, 1973)
- ホーソーンゴールドカップハンデキャップ (1967, 1973)
- ジョンA.モリスハンデキャップ（パーソナルエンスンハンデキャップ） (1967)
- ベルデイムステークス (1967)
- メイトロンステークス (1967, 1971, 1975)
- フリゼットステークス (1967, 1971, 1975)
- マザーグースステークス (1967)
- ホイットニーハンデキャップ (1968, 1972)
- ユナイテッドネーションズハンデキャップ (1968)
- マスケットステークス（ゴーフォーワンドハンデキャップ） (1969)
- ワシントンD.C.インターナショナル (1972)
- カナディアンインターナショナルチャンピオンシップステークス (1972)
- モンマスインビテーショナルハンデキャップ（ハスケルインビテーショナルハンデキャップ） (1972)
- エイコーンステークス (1973)
- マールボロカップインビテーショナルハンデキャップ (1975)
- ローレルフューチュリティステークス (1975)
- フロリダダービー (1975, 1976)
- アッシュランドステークス (1976)

### イギリス
- ベンソン&ヘッジズゴールドカップ（インターナショナルステークス） (1972)

## レーシングアワード
- アメリカ合衆国リーディングジョッキー（獲得賞金） (1965, 1966, 1967, 1968, 1975)
- ジョージ・ウルフ記念騎手賞 (1968)
- エクリプス賞最優秀騎手 (1972, 1975)

## 顕彰
- アメリカ競馬名誉の殿堂 (1976)